# Tête de Meilleret
Tête de Meilleret är en bergstopp i Schweiz. Den ligger i distriktet Aigle och kantonen Vaud, i den sydvästra delen av landet, 70 km söder om huvudstaden Bern. Toppen på Tête de Meilleret är 1 938 meter över havet.